# Соваж, Жан
Жан Соваж (фр. Jean Sauvage; 8 апреля 1917, Париж — 20 августа 2014, Анси) — французский лётчик, в годы Второй мировой войны служивший в составе французских, британских, британо-американских войск, а на Восточном фронте в истребительном авиационном полку «Нормандия — Неман». После войны в 1946 году уволился в звании капитана ВВС Франции, продолжил службу в качестве гражданского пилота авиакомпании Air France. Дослужился до командира экипажа. На момент смерти в 2014 году был одним из двух живущих ветеранов эскадрильи.

## Биография
Родился 8 апреля 1917 года в Фонтене-су-Буа близ Парижа в семье выходцев из Мартиники. В Военно-воздушные силы Франции зачислен 19 сентября 1935 года на трёхлетнюю военную службу в 5-ю роту аэродромно-технического обеспечения в Шале-Медоне, находившуюся в подчинении 107 воздушного батальона из Виллакубле. После этого поступил в лётную школу в Бурже, где 9 апреля 1936 года получил свидетельство пилота, а 21 мая — сержанта. 1 июня того же года был отправлен на учёбу в школу гражданской авиации Кодрон де Руайян. 
В начале войны был старшим сержантом авиации (получил звание 1 октября 1939 года), проходил службу в разведывательных частях. 6 декабря 1939 года откомандирован в Версальское авиационное училище. 20 декабря получил звание младшего лейтенанта. 19 марта 1940 года зачислен в 3-ю истребительную группу, 3-ю эскадрилью, в распоряжении которой находились самолёты Morane-Saulnier MS.406 и Dewoitine D.520. Боевое крещение принял 12 мая 1940 года, когда экипаж его MS.406 в секторе Вус-Дре в Бельгии сумел подбить два немецких средник бомбардировщика He 111. 20 мая им была одержана третья победа, когда был сбит ещё один He-111 в районе Монши-Лагаш в департаменте Сомма. После разгрома войск Франции вместе со своим экипажем через Перпиньян Соваж перелетёл в Северную Африку (сначала в Алжир, затем в Марокко), где с перерывом с 1 ноября 1940 года по 5 ноября 1941 года (в связи с демобилизацией, последовавшей за перемирием), служил в составе сначала британских, а затем и британо-американских войск. Служил сначала в 6-й, а затем в 5-й эскадрилье. 20 декабря 1941 произведён в лейтенанты. С 29 мая по 25 июня 1942 года его группа размещалась в тунисском Сфаксе. 16 января 1943 года его подразделение было направлено в Айн-Сефра, а 10 августа того же года в Лапассе (Алжир). 14 октября 1943 года на американском истребителе P-39 Airacobra сбил He-111 у мыса Тенес (Алжир) и повредил ещё один.
25 ноября 1944 года был записан в истребительный авиаполк «Нормандия — Неман». Стал одним из 96 французских добровольцев этого подразделения. 7 января присоединился к нему в Туле. Служил в сформированной в мае 1944 года эскадрилье № 3 «Шербур». 27 октября 1944 года одержал свою первую и единственную победу в составе полка (и пятую личную): на своём Як-9 он сбил немецкий FW-190 над Вальтеркеменом в Восточной Пруссии (ныне Ольховатка, Калининградская область) и тем самым стал лётчиком-асом (по французским военным законам лётчик-ас записывал в число своих побед и победы в составе своего экипажа). Соваж стал одним из французских лётчиков, изъявивших желание вернуться во Францию из СССР до окончания войны. Он не имел родственных связей с темнокожим лётчиком из Алжира Роже Соважем, также служившего на Восточном фронте во французском авиаполку и оставившего мемуары («Один из пилотов эскадрильи „Нормандия-Неман“»). 12 декабря 1944 года уволился из полка и 1 июня 1945 года перешёл в транспортную авиационную группу III/15 «Мэн». 25 декабря получил звание капитана. 
После войны в 1946 году уволился в звании капитана ВВС Франции (по другой информации — майора) и был откомандирован в Министерство общественных работ и транспорта. После этого продолжил службу в качестве гражданского пилота авиакомпании Air France. Дослужился до командира экипажа. 1 января 1952 года получил звание майора в запасе. Долгое время жил в Париже. Получил награды трёх разных стран: французский Орден Почётного легиона и Военный крест Второй мировой войны, американская Воздушная Медаль, советская медаль «За победу над Германией» и Орден Отечественной войны I степени.
20 августа 2014 года Жан Соваж скончался в Анси на 98-м году жизни, будучи на тот момент одним из двух живущих ветеранов эскадрильи (второй — Гаэль Табюре, умерший 10 февраля 2017 года).